# Конституция Вирджинии (1776)
Конституция Вирджинии 1776 года — первая конституция штата Вирджиния, принятая Пятым Вирджинским конвентом 29 июня 1776 года в Уильямсберге. Конституция объявила Вирджинию независимым штатом, сформировала три ветви власти: оформила правительство во главе с губернатором и создала Генеральную Ассамблею из двух палат, Сената и Палаты делегатов. Несмотря на возражения многих лидеров, полномочия губернатора были сильно ограничены. Конституция давала право голоса всем белым мужчинам старше 22 лет, если они имеют 100 акров невозделанной земли или 25 акров возделанной. Конституция была одобрена только конвентом и не прошла всенародной ратификации. Томас Джефферсон предлагал пересмотреть эту конституцию в 1783 году, но это решение было отклонено, и Конституция 1776 году просуществовала 54 года и была изменена только в 1830 году.

### Статьи
- Selby, John E. Richard Henry Lee, John Adams, and the Virginia Constitution of 1776 (англ.) // The Virginia Magazine of History and Biography. — Virginia Historical Society, 1976. — Vol. 84, iss. 4. — P. 387-400.